# Listă de companii din Belgia
Aceasta este o listă de companii din Belgia.

## D
- Delhaize Group

## F
- Fortis (bancă belgiano-olandeză)

## I
- InBev

## M
Nicorescu Mihaela

## U
- UCB